# Figure 8
Figure 8 fra 2000 er det femte soloalbum af den amerikanske sangskriver Elliott Smith. Pladen bærer tydelige træk fra Smiths indflydelser såsom The Beatles og The Kinks og er delvist indspillet i de berømte Abbey Road-studier. Den ligger derudover ret fjernt fra den tidligere "Lo-Fi"-sound da den bl.a. indeholder fyldig instrumentering og strygere.

## Nummerliste
1. Son Of Sam
2. Somebody That I Used To Know
3. Junk Bond Trader
4. Everything Reminds Me Of Her
5. Everything Means Nothing To Me
6. LA
7. In The Lost And Found (Honky Bach) / The Roost
8. Stupidity Tries
9. Easy Way Out
10. Wouldn't Mama Be Proud
11. Color Bars
12. Happiness / The Gondola Man
13. Pretty Mary K
14. I Better Be Quiet Now
15. Can't Make A Sound
16. Bye